# Трикутний капелюх (балет)
«Трикутний капелюх» (ісп. El sombrero de tres picos) — балет на одну дію іспанського композитора Мануеля де Фальї за мотивами однойменної повісті Педро Антоніо де Аларкона.

## Про виставу
Балет «Трикутний капелюх» — це фантазія на фольклорно-історичну тематику: динамічна картинка із життя іспанської провінції за мотивами популярної повісті Педро Антоніо де Аларкона. Музика балету сповнена народного гумору та композиторських технічних засобів. Час від часу автор вплітає в оригінальну музичну канву гітарні імпровізації, ритми фламенко, народні іспанські танці — фанданго, хоту, болеро, севільяну, фаррукку.

### Постановка в Україні
Лібрето, хореографія та постановка Аніко Рехвіашвілі за мотивами однойменної повісті Педро Антоніо де Аларкона.
Прем'єра балету на сцені театру опери та балету України імені Тараса Шевченка відбулася 8 грудня 2016 року.

## Дійові особи
- Мельник
- Дружина Мельника
- Коррехідор
- Габріела, подруга Мельничихи
- Залицяльники Габріели
- Дружина Коррехідора
- Денді, ад'ютант Коррехідора
- Дівчата та юнаки на святі квітів
- Поліцейські

## Лібрето
Іспанське село. Мельник під кепкування своєї дружини намагається навчити пташку  в клітці виводити трелі за помахом його руки. Але всі спроби марні, аж поки Мельничиха не починає годувати пташку, яка в ту ж мить, неначе за командою, починає співати. Така чудова подія викликає у закоханого подружжя щастя і радість, які виливаються у танець і обійми.
А тим часом на містку з'являється сусід. Він посилає чарівній Мельничисі «повітряний» цілунок, що викликає лють у  господаря двору. Він жене сусіда геть. Мельничиха захоплена вчинком свого чоловіка, який ще раз підтверджує, що він її кохає.
До будинку Мельника наближається процесія. Це владний і самовпевнений Коррехідор зі своїм почтом. Ознакою його високої посади є трикутний капелюх. Побачивши молоду красуню Мельничиху, він  зумисне  впускає на землю хустинку. Та піднімає її і повертає вельможі. Ревнива дружина Коррехідора враз відчула небезпеку, яку  приховує врода Мельничихи, і поквапилася відвести подалі від цієї оселі свого високоповажного чоловіка. А Мельник, приревнувавши дружину до вельможі, починає вдавано залицятися до жінчиної подруги Габріели. Цього досить, аби Мельничиха  здійняла сварку. Це ще раз підтвердило, що кохає вона тільки свого чоловіка.
Мельничиха залишається одна. Несподівано повертається охоплений пристрастю до молодої селянки Коррехідор. Мельничиха  вправно уникає його обіймів. На гамір, що зчинився, поспішає Мельник, який, не дивлячись на положення кривдника  дружини, дає доброго прочухану залицяльнику. Оговтавшись від стусанів, Коррехідор клянеться поквитатися з Мельником та його дружиною.
Село готується до свята квітів, де на всіх чекає гарне вино і розваги. Свято переривають солдати, яких послано арештувати Мельника. Разом з ними йде і гурт селян й гостей. Сумна Мельничиха залишається зі своєю подругою Габріелою. З'являється Денді, якого Коррехідор відправив до двору Мельника, щоб той розвідав про настрої вродливої селянки. Але Денді враз закохується в  Габріелу, забувши про доручення.
Вельможа потайки приходить до двору Мельника з наміром добитися прихильності красуні Мельничихи, але вона тікає від Коррехідора. Він кидається навздогін, але на мосту жінка відштовхує свого нав'язливого залицяльника, і той падає в річку. Вибравшись з води, мокрий і розчарований невдачею, вельможа заходить до хати Мельника в пошуках сухого вбрання і, перевдягнувшись в його одяг, вирішує ще й подрімати на його ліжку.
На світанку Мельник тікає з в'язниці. Прийшовши ж додому, знаходить і  одяг Коррехідора, і його трикутний капелюх, і ще й його самого у власному ліжку.  Вважаючи, що дружина йому зрадила, вирішує помститися вельможі і стати коханцем його дружини. Прихопивши одяг кривдника, Мельник йде.  
Прокинувшись, Коррехідор в одязі Мельника виходить на вулицю. Його охорона вирішує, що це і є втікач з в'язниці, і хапає його. Збігаються люди. У непевних вранішніх променях сонця справжнього Мельника, який зодяг трикутного капелюха, всі вважають за Коррехідора.
Мельничиха кидається рятувати від охоронців свого чоловіка, та враз розуміє, що то не хто інший, як вельможа, який перехитрував сам себе. Розгледівши в чоловікові в трикутному капелюсі Мельника, який пояснює своїм односельцям про своє дивовижне перевдягання, селяни проганяють із села Коррехідора і його солдат.